# Treviana
Treviana tỉnh và cộng đồng tự trị La Rioja, phía bắc Tây Ban Nha. Đô thị này có diện tích là 34,94 ki-lô-mét vuông, dân số năm 2009 là 197 người với mật độ 5,64 người/km². Đô thị này có cự ly 18 km so với Logroño.